# 德川家正
德川家正（日语：／ Tokugawa Iemasa；1884年3月23日—1963年2月18日），日本外交官及政治家，也是德川宗家第17代當主，為第16代當主德川家達之長子。

## 簡歷
德川家正曾出任日本駐土耳其大使，後來擔任第13代貴族院議長，二次大戰以後因為貴族院被廢止成為最後一位貴族院議長，其位階為正二位、勲等則為勲一等。他也曾任職全國治水砂防協會会長及日本土耳其協會會長。
妻子是薩摩藩藩主島津忠義第十女島津正子，子女包括長子家英，與其叔父達孝為義兄弟。
因長子家英早逝，收養長女婿松平一郎之子恆孝為養子，德川恆孝繼任第18代家督。

## 著作
- 《結婚礼法と仲人の心得》